# Robert D. Garbade

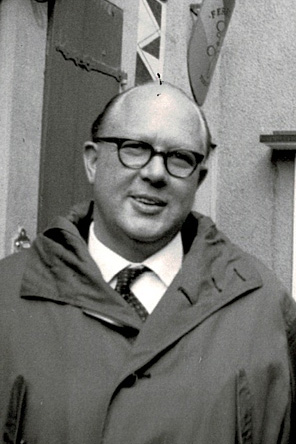
Robert D. Garbade (1964)

Robert Dietrich Garbade (* 28. Juni 1918 in New York; † 5. April 1983 in Zürich) war erster Kameramann des Schweizer Fernsehens, Drehbuchautor und Regisseur von Dokumentar- und Spielfilmen.

## Karriere
Robert D. Garbade war ein Sohn des Bankiers Theodore Garbade und Aida Ambrosia Heydrichs, einer Tochter des kubanischen Unternehmers Emilio Heydrich. Nach seiner Jugendzeit in New York, San Sebastián und Luzern studierte er an der Deutschen Filmschule in München. Wieder in der Schweiz, begann er seine Karriere als Kameramann für die Schweizer Filmwochenschau bis 1947. Für sie drehte er unter anderem die Erhängung von Benito Mussolini und zahlreiche Dokumentarfilme wie Hilfe für die Dakota C-53 (1946) über die Rettungsaktion des Flugunfalls auf dem Gauligletscher, sowie Flüchtlinge in der Schweiz von Victor Borel (1947). Als Kameramann stand er am Set mehrerer Schweizer Filme, darunter beim Weyherhuss (Das Haus des Teiches), 1940, von R. Guggenheim, S’Margritli und Soldat (Marguerite und Soldaten), 1940/1941, von A. Kern oder Matteo regiert (Mord im Asyl), 1946/47, von Leopold Lindtberg. Im Spielfilm Die Venus von Tivoli von Leonard Steckel (1953) und Die Gezeichneten von Fred Zinnemann arbeitete er als Kameraoperateur für Eugen Schüfftan und Emil Berna.
Er war Kameramann für zahlreiche Dokumentarfilme, darunter den Dokumentarfilm Die Olympiaden in Sankt Moritz 1948, Entendons-nous, tout ira mieux (1949). Er war erster Kameramann des Schweizer Fernsehens (1950). In den 1950er-Jahren gehörten Reisesendungen und Berichte aus fernen Ländern zu den beliebtesten Stoffen im Schweizer Fernsehen. Diverse Serien befassten sich mit der Thematik, und so berichtete Garbade in der ersten Sendung mit Alphons Matt von einer Reise nach Montenegro und an die dalmatinische Küste. Garbade führte Regie in den neun Folgen von Komm mit nach Kanada (1957). In einer 13-teiligen Sendung über den Krieg drehte er Die Bedrohung, die Erschütterung, die Selbstbehauptung eines Kleinstaates, 1970–1974.

## Privatleben
Garbade lebte in Zürich, war Vater von Dieter Garbade und in erster Ehe mit der Basler Bankierstochter Madeleine Ehinger (1923–2005) verheiratet. Später heiratete er Thea Lacina, die ihn bis zu seinem Tod 1983 begleitete. Er fand seine letzte Ruhe auf dem Friedhof Realp in Zürich.